# Flora Viola
(Bruno Conti su Flora Viola)
Flora Viola (Giulino di Mezzegra, 4 novembre 1923 – Roma, 10 novembre 2009) è stata una dirigente sportiva italiana.

## Biografia
Moglie del presidente della Roma Dino Viola, ne assunse la presidenza a partire dal 19 gennaio 1991, in seguito alla morte del marito. Prima donna ad aver presieduto una squadra militante in Serie A, guidò la società per soli tre mesi guadagnandosi la stima dei tifosi (tra i quali era conosciuta anche come Donna Flora) e dirigendo la difficile trattativa con Giuseppe Ciarrapico per il passaggio della proprietà. In quell'anno la sua Roma conquistò la Coppa Italia che, nonostante fosse stata conquistata sotto la sua gestione, fu sollevata dal nuovo presidente Ciarrapico.